# 宣桥镇
宣桥镇是中国上海市浦东新区下辖的一个镇，东临惠南镇，西靠新场镇，东南接大团镇、四团镇，北临迪斯尼乐园以及川沙新镇。面积45.78平方公里。户籍人口4.12万（2008年）。

## 行政区划
宣桥镇下辖以下地区：
南区社区、三灶社区、欣松苑社区、欣兰苑社区、艺泰安邦社区、张家桥村、新安村、中心村、陆桥村、宣桥村、长春村、季桥村、项埭村、光辉村、光明村、腰路村和三灶村。